# Clepsis subcostana
Clepsis subcostana es una especie de polilla del género Clepsis, categorizada en la tribu Archipini, de la subfamilia Tortricinae.

## Distribución
Se distribuye por Portugal.

## Taxonomía
Fue descrita por Stainton en 1859 y publicada en (Tortrix), Ann. Mag. nat. Hist. (3)3: 211.